# Volant, Pennsylvania
Volant là một thị trấn thuộc quận Lawrence, tiểu bang Pennsylvania, Hoa Kỳ. Năm 2010, dân số của thị trấn này là 168 người.